# Architeuthis sanctipauli
El calamar gigante del sur (Architeuthis sanctipauli) es una especie de molusco cefalópodo de la familia Architeuthidae. Recibe este nombre ya que ha sido localizado y, por lo tanto, se cree que vive en las profundidades oceánicas  del Hemisferio Sur, alrededor de Australia, Nueva Zelanda o Sudáfrica. En varios de estos sitios de baja latitud se ha reportado su presencia.